# Stenorhopalus rubriceps
Stenorhopalus rubriceps är en skalbaggsart som först beskrevs av Blanchard 1851.  Stenorhopalus rubriceps ingår i släktet Stenorhopalus och familjen långhorningar. Inga underarter finns listade i Catalogue of Life.